# Edmund Dene Morel

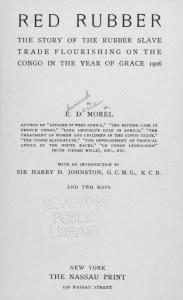
Red Rubber 1906.

Edmund Dene Morel (10 de julio de 1873-12 de noviembre de 1924) fue un periodista, autor, pacifista y político británico nacido en Francia. Conocido por su lucha contra los desmanes que el rey Leopoldo II de Bélgica cometió contra los congoleños. 
Empezó a trabajar en la compañía naviera Elder Dempster de Alfred Jones que efectuaba el trayecto Amberes - Boma, por lo que muy pronto tuvo contacto con el África occidental. Cautivado por la zona y defensor, en un primer momento de la obra del rey Leopoldo II de Bélgica, fue interpelado acerca de la situación humanitaria del Estado libre del Congo. Informado a través de misioneros protestantes (el sueco Sjöblom, los estadounidenses Morrisson y Sheppard y el británico Henry Guinness) y por las actividades de Henry R. Fox Bourne y de Charles Dilke de la Sociedad Protectora de Aborígenes que se convirtió en aliada de Morel, se lanzó a una campaña de denuncias de esos abusos cometidos en el Congo. 
Según Morel, el Estado Libre del Congo no era en absoluto un Estado "civilizador" y "filantrópico" como pretendía, sino una gran empresa privada que sumía en la esclavitud al pueblo congoleño por motivos económicos. Según Morel, el Rey se había aprovechado especialmente de la expansión de la industria automovilística para rentabilizar su colonia obligando a trabajar a los africanos, que eran tratados con rudeza si no aportaban una cantidad suficiente de caucho (manos cortadas, secuestro de mujeres...) Esta política, según Morel, diezmó gravemente el país, y llegó a afirmar que entre 1885 y 1908, el Congo habría perdido el 40 % de su población, y la única causa de esa deplorable situación era la actividad del Rey. Además, Morel criticaba que el Estado Libre del Congo hacía caso omiso de las cláusulas previstas en el Acta de Berlín (26 de febrero de 1885) que preveía de modo específico la libertad de comercio en la cuenca del Congo. Además, la propia naturaleza de este Estado, totalmente artificial y dirigido por un solo hombre, sin ninguna posibilidad de control, resultaba intolerable para Morel.
Concretamente, Morel encabezó una de las más importantes campañas de sensibilización de la Inglaterra del siglo XIX. Fundó el periódico West African Mail dedicado en especial a la cuestión congoleño, y luego, instigado por Roger Casement, la Congo Reform Association el 23 de marzo de 1904. Esta asociación decía tener como único objetivo dar publicidad sobre el asunto congoleño y poder reparar los daños infligidos a las razas autóctonas del Congo, es decir, emprender reformas políticas en esa zona del globo, hacer que esas atrocidades cesaran y restablecer la libertad de comercio. Se estableció en muchas regiones inglesas y también en el extranjero: en Francia, en Alemania y muy especialmente en los Estados Unidos. Algunas personalidades belgas del momento también contactaron con Morel, como Félicien Cattier de la Universidad libre de Bruselas o el socialista Emile Vandervelde. Morel mantuvo una considerable actividad, dirigiéndose a miles de personas en los mítines, pero sus más importantes medios de presión residían en sus actividades periodísticas, en su participación en el West African Mail o en periódicos como el Pall Mall Gazette, el Speaker, etc., y a sus actividades de escritor. Es autor de diversas obras entre las que destacan King Leopold's Rule in Africa (1904), Red Rubber, The story of rubber slave trade flourishing on the Congo in the year of Grace 1907 (La historia del floreciente comercio de los esclaves del caucho en el Congo en el año de gracia de 1907). Consiguió de ese modo crear un movimiento que movilizó a toda Inglaterra, cualquiera que fueran sus tendencias políticas o confesionales, con la notable excepción de los católicos. Escritores como Arthur Conan Doyle o el estadounidense Mark Twain participaron activamente en la campaña.
Aunque en un principio se mostró distante ante esta cuestión, el gobierno británico se interesó más adelante por el asunto, en especial el secretario del Foreign Office, Edward Grey. Este último propugnaba que Bélgica retomara el Congo, con lo que en principio estuvo de acuerdo Morel. Sin embargo, luego este opinó que esa anexión no cambiaría nada salvo que los empresarios criminales serían sustituidos por funcionarios belgas, por lo que se distanciaron. Sin embargo, al proponer esta solución, el gobierno británico presionó a Leopoldo II que, a pesar de todo, no cedía a estas presiones. Después de mantener una política equívoca, el gobierno estadounidense del presidente Theodore Roosevelt se unió finalmente a los Británicos haciendo ceder al soberano. En 1908, el Congo se convirtió en colonia belga. Las actividades del gobierno británico bajaron y la Congo Reform Association se disolvió en 1913, aunque Morel siguió siendo muy crítico hacia esa política colonial belga. A pesar de todo, pocos años antes de su muerte, reconoció la buena voluntad de algunas reformas llevadas a cabo por Bélgica en el Congo.
Edmund Dene Morel también se interesó por Marruecos y visitó Nigeria. También fue célebre por sus posturas pacifistas durante la Primera Guerra Mundial y fue cofundador de la Union of the democratic Control que se opuso a la participación de Gran Bretaña en el conflicto. Después de haber sido ensalzado, fue detestado por sus posiciones políticas, que le llevaron incluso a la cárcel al tratar de violar la ley que prohibía enviar sin autorización impresos a países neutrales. Obtuvo un escaño por el Partido Liberal en el Parlamento británico en 1922 y los cofundadores de la UDC le propusieron como candidato al premio Nobel de la Paz.
A través de todo el período colonial, Morel fue muy criticado por la mayoría de los belgas. Fue considerado primero el propagandista de una campaña interesada que proporcionase a los británicos una excusa para anexionarse el Congo, luego portavoz de intereses comerciales británicos y por último representante de los intereses alemanes en África central. La personalidad de Morel ha hecho correr ríos de tinta en Bélgica y en otros países.

## Biografía
Morel nació en la Avenida d'Eylau, París. Su padre, Edmond Pierre Marie Morel de Ville, era un funcionario francés; su madre, Eliza Emmeline de Horne, era de una familia cuáquera inglesa y de la nobleza terrateniente: los De Hornes de Stanway Hall.  Edmond murió cuando su hijo tenía cuatro años, sin dejar pensión, y Emmeline posteriormente se peleó con la familia de su difunto esposo. Como consecuencia, Emmeline cambió su nombre a Deville y crio a su hijo por su cuenta. Para alejar a su hijo de la influencia de la familia, trabajó como maestra para poder enviarlo a un internado en la escuela Madras House en Eastbourne y más tarde en la Bedford Modern School.
Cuando Emmeline Deville enfermó en 1888, el dinero para las cuotas escolares ya no estaba disponible y Edmund se vio obligado a regresar a París para trabajar como empleado de banco. Pudo trasladar a su madre de regreso a Inglaterra en 1891. Cinco años después, solicitó con éxito la naturalización como súbdito británico y anglicanizó su nombre. Se casó con Mary Richardson ese mismo año; tuvieron cinco hijos. Su hija Stella se casó con el activista político polaco Joseph Retinger en 1926. Tuvieron dos hijas.